# Der Weinstock

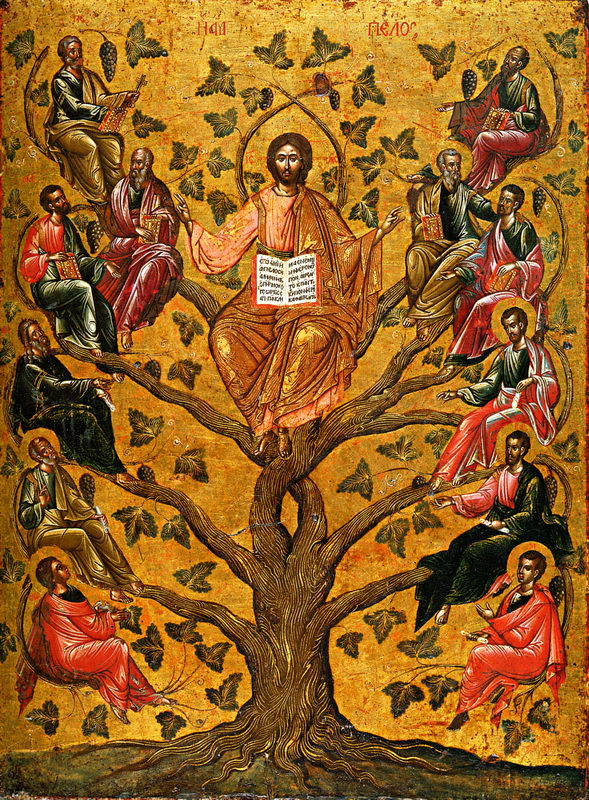
Christus, der wahre Weinstock, griechische Ikone

Die Worte Ich bin der wahre Weinstock gehören zu einer Bildrede Jesu (Joh 15,1 ). Es ist das letzte einer Reihe von sieben „Ich bin“-Worten Jesu, die im Evangelium nach Johannes überliefert sind.

## Inhalt
Die Parabel beginnt dem metaphorischen Eigenvergleich Christi mit dem wahren Weinstock und Gott Vaters mit dem Weingärtner:

„Ich bin der wahre Weinstock und mein Vater der Weingärtner.“

In der Folge wird ausgelegt, dass jede Rebe an diesem Weinstock, die keine gute Frucht bringt, weggenommen wird. Diejenigen Reben, die Frucht bringen, werden hingegen gereinigt, damit sie mehr Frucht bringen. Dann wird das Bild explizit auf die Jünger ausgeweitet, die aufgefordert werden, in Christus zu bleiben und dort Frucht zu bringen. Genauso wie eine einzelne Rebe nicht in der Lage ist, aus sich heraus Frucht zu bringen, genauso sind die Jünger nicht in der Lage, aus sich heraus Frucht zu bringen. Im 5. Vers werden die Aussagen zentral zusammengefasst:

„Ich bin der Weinstock, ihr seid die Reben. Wer in mir bleibt und ich in ihm, der bringt viel Frucht; denn ohne mich könnt ihr nichts tun.“

In den folgenden Versen wird ausgeführt, was die jeweiligen Folgen sind, wenn sich ein Jünger von Christus abwendet beziehungsweise in Christus bleibt. Anschließend erfolgt eine kurze Ausführung über die Liebe und eine Aufforderung sich untereinander zu lieben.

## Deutung

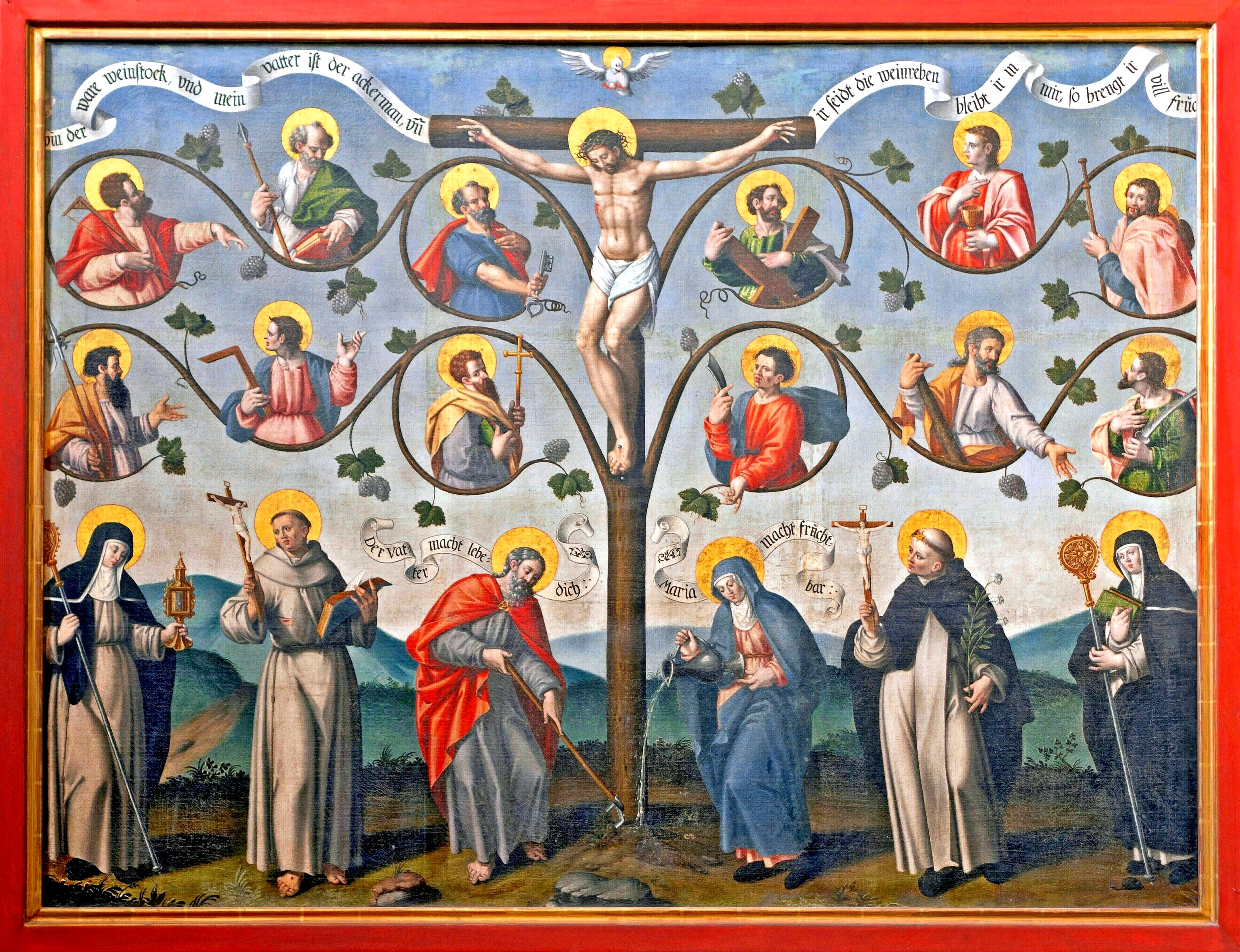
Christus, der wahre Weinstock, Ölgemälde aus der Stiftskirche Sankt Castor in Karden an der Mosel

Durch die Verwendung des Bildes vom wahren Weinstock bringt Jesus den Anspruch zum Ausdruck, dass in seiner Person erfüllt ist, was nach Psalm 80,9–14 , Jesaja 5,1–7  und Jeremia 2,21  das Volk Israel ist und sein soll. Durch das hier verwendete Bild wird wiederum zum Bleiben in gläubiger Verbundenheit mit Jesus gemahnt. Diese Verbundenheit wird als Grundlage für das Fruchtbringen herausgestellt und als Bedingung der Gebetserhörung genannt. In diesem Fruchtbringen liegt der eigentliche Sinn der Jüngerschaft, da dadurch Gott, der Vater, verherrlicht wird.
Der Aspekts des Gerichts („Eine jede Rebe an mir, die keine Frucht bringt, wird er wegnehmen; und eine jede, die Frucht bringt, wird er reinigen, dass sie mehr Frucht bringe.“ Vers 2) wird durch das folgende Trostwort abgemildert. Die Anhänger Christi sind bereits rein, verdanken ihre Reinheit aber nicht sich selbst, sondern dem Wort Jesu. Die Erwählung erfolgte dabei nicht durch die Jünger, sondern durch Christus (vergleiche Vers 16). Die Verbindung mit Jesus, das heißt der Glaube, stellt die Voraussetzung für das Fruchtbringen dar.

## Rezeption
Verse des Gleichnisses aufnehmend schuf Heinrich Schütz in der Geistlichen Chormusik (1648) die sechsstimmige Motette Ich bin ein rechter Weinstock (Nr. 21; SWV 389).
In Johann Sebastian Bachs Kantate Der Himmel lacht! Die Erde jubilieret (BWV 31) zum Osterfest 1715 heißt es im Tenor-Rezitativ (Nr. 5): „Der Weinstock, der jetzt blüht, Trägt keine tote Reben! Der Lebensbaum lässt seine Zweige leben!“ Den Text schrieb Salomon Franck.
Das Lied Ich bin der Weinstock von Hildegard Enders basiert ebenfalls auf Joh 15, 1–8.